# Swim deep
Swim deep is een lied van de Nederlandse zangeres Yade Lauren in samenwerking met rappers Cho en Kevin. Het werd in 2022 als single uitgebracht. 

## Achtergrond
Swim deep is geschreven door Jade Lauren Clevers, Giovanni Rustenberg, Kevin de Gier en Joey Moehamadsaleh en geproduceerd door Jordan Wayne. Het is een nummer uit het genre nederhop. Het is een grotendeels Nederlandstalig lied met enkele Engelse regels. Het is een lied dat gaat over een relatie en daarin de volgende stappen nemen. Het nummer werd bij radiozender NPO FunX uitgeroepen tot DiXte track van de week.
Het is de eerste keer dat de drie artiesten tegelijkertijd samen op een nummer te horen zijn en ook de eerste keer dat Cho met zowel Yade Lauren als Kevin een hitsingle heeft. Yade Lauren en Kevin hebben daarentegen meerdere hits samen, zoals Als ik je niet zie,  Praat met mij en Samen. Daarnaast herhaalden ze de samenwerking in 2023 nogmaals op Trust.

## Hitnoteringen
De artiesten hadden succes met het lied in de hitlijsten van Nederland. Het piekte op de negende plaats van de Single Top 100 en stond negen weken in deze hitlijst. De Top 40 werd niet bereikt; het lied bleef steken op de zesde plaats van de Tipparade.